# Rudolf Diesel
Rudolf Diesel (18. ožujka 1858., Pariz - 30. rujna 1913., Engleski kanal), njemački izumitelj, svjetski poznat po izumu motora s unutrašnjim izgaranjem, Dieselova motora.

## Život
Roditelji su mu bili njemačke izbjeglice, otac je bio obrtnik kožar, a majka dadilja (guvernanta) i učiteljica stranih jezika. Za vrijeme Francusko-Pruskog rata 1870.g., cijela je obitelj deportirana u London, Veliku Britaniju. Kasnije se Diesel vratio u očev rodni grad Augsburg gdje je pohađao srednju školu i gdje je dobio stipendiju za Tehnički fakultet u Münchenu. Na fakultetu je bio izvanredan student, gdje ga je kao mentor podržavao Carl von Linde.
Radio je u Švicarskoj, Parizu, a laboratorijski rad na svom motoru je nastavio u Berlinu. 23. veljače 1892.g. je patentirao svoj motor.

## Izum
Osnovna ideja patentiranog motora je visoka kompresija (tlačenje) goriva prije ubrizgavanja u cilindar motora, i na taj način je izbjegnuta upotreba automobilskih svjećica i iskre koja započinje eksploziju u motoru. Zbog visokog tlaka goriva, nije potrebna iskra za iniciranje eksplozije.
U početku je kao gorivo koristio ugljenu prašinu. Prototip je izgrađen u tvornici MAN (Maschinenfabrik Augsburg). Nakon primjene svog motora, Rudolf Diesel je postao milijunaš. Iako je Diesel kao gorivo za svoj motor preferirao ugljenu prašinu ili biljno ulje (koje se tek odnedavno počelo upotrebljavati), kao gorivo se udomaćilo tzv. dizelsko gorivo koje je jeftinija frakcija nafte od benzina.
Pošto su Dieselovi motori robustniji od benzinskih motora, nisu bili primjenjivi za neke namjene kao što su motori za avione. Zato su se pokazali dobrim za cestovna motorna vozila, i izvrsnim za stacionarne namjene, ili za velika prometna sredstva kao što su brodovi, podmornice ili lokomotive.

## Kasniji život
Kao i kod drugih briljantnih umova, i kod Diesela se manifestirala bliskost s ludilom, te je doživio nekoliko živčanih slomova, a bio je i paranoičan.
Njegov nestanak je primijećen za vrijeme noćnog prelaska Engleskog kanala u malom poštanskom brodu, na relaciji Antwerpen - Harwich. Njegovo je mrtvo tijelo pronađeno nekoliko dana poslije u moru. Njegova misteriozna smrt je kasnije ponudila dva objašnjenja: 1. samoubojstvo, 2. ubojstvo zbog njegova protivljenja upotrebe Dieselova motora u njemačkim podmornicama.